# Sozialministerium
Ein Sozialministerium ist ein Ministerium, zuständig für die Sozialpolitik eines Staates oder Gliedstaates. Der entsprechende Ressortleiter ist der Sozialminister bzw. die Sozialministerin.
zu den aktuellen Ministern und historischen Ämtern siehe die jeweiligen Ministeriumsartikel

## Europa
Europäische Union
- Generaldirektion für Beschäftigung, Soziales und Integration – Kommissar: Nicolas Schmit (Luxemburg, seit 2019)

Anmerkung: Generaldirektion der Europäischen Kommission, kein Ministerium im strengen Sinne, nach dem Vertrag von Lissabon aber in der analogen Funktion, was Portefeuille und Agenden betrifft; siehe auch Sozialpolitik der Europäischen Union

## Belgien
Belgien
- Föderaler Öffentlicher Dienst Soziale Sicherheit

## Deutschland
Deutschland
- Bundesministerium für Arbeit und Soziales
- bzw. die entsprechenden Landesministerien:
  - Ministerium für Soziales, Gesundheit und Integration Baden-Württemberg
  - Bayerisches Staatsministerium für Familie, Arbeit und Soziales
  - Senatsverwaltung für Integration, Arbeit und Soziales des Landes Berlin
  - Ministerium für Arbeit, Soziales, Gesundheit und Frauen des Landes Brandenburg
  - Die Senatorin für Soziales, Jugend, Integration und Sport der Freien Hansestadt Bremen
  - Behörde für Arbeit, Gesundheit, Soziales, Familie und Integration der Freien und Hansestadt Hamburg
  - Hessisches Ministerium für Soziales und Integration
  - Ministerium für Soziales, Integration und Gleichstellung des Landes Mecklenburg-Vorpommern
  - Niedersächsisches Ministerium für Soziales, Gesundheit und Gleichstellung
  - Ministerium für Arbeit, Gesundheit und Soziales des Landes Nordrhein-Westfalen
  - Ministerium für Arbeit, Soziales, Transformation und Digitalisierung Rheinland-Pfalz
  - Ministerium für Soziales, Gesundheit, Frauen und Familie des Saarlandes
  - Sächsisches Staatsministerium für Soziales und Gesellschaftlichen Zusammenhalt
  - Ministerium für Arbeit, Soziales und Integration des Landes Sachsen-Anhalt
  - Ministerium für Soziales, Gesundheit, Jugend, Familie und Senioren des Landes Schleswig-Holstein
  - Thüringer Ministerium für Arbeit, Soziales, Gesundheit, Frauen und Familie
- historisch:
  - Preußisches Ministerium für Volkswohlfahrt

## Liechtenstein
Liechtenstein
- Ministerium für Gesellschaft und Kultur

## Litauen
Litauen
- Sozial- und Arbeitsministerium der Republik Litauen

## Luxemburg
Luxemburg
- Ministerium für soziale Sicherheit Luxemburg

## Österreich
Österreich
- Bundesministerium für Soziales, Gesundheit, Pflege und Konsumentenschutz (BMSGPK) – Johannes Rauch (seit März 2022)
  - historisch: 1918–19 Staatsamt für soziale Fürsorge, 1919–20: Staatsamt für soziale Verwaltung; 1920–38 Bundesministerium für soziale Verwaltung; 1945: Staatsamt für soziale Verwaltung; 1945–87 Bundesministerium für soziale Verwaltung, 1987–97 Bundesministerium für Arbeit und Soziales, 1997–2000 Bundesministerium für Arbeit, Gesundheit und Soziales, 2000–03 Bundesministerium für soziale Sicherheit und Generationen, 2003–07 Bundesministerium für soziale Sicherheit, Generationen und Konsumentenschutz, 2007–09 Bundesministerium für Soziales und Konsumentenschutz, 2009–18 Bundesministerium für Arbeit, Soziales und Konsumentenschutz, 2018–20 Bundesministerium für Arbeit, Soziales, Gesundheit und Konsumentenschutz
  - Liste der österreichischen Sozialminister

## Türkei
- Ministerium für Familie, Arbeit und soziale Dienstleistungen